# Stadio Alfredo Di Stéfano
Lo stadio Alfredo Di Stéfano (Estadio Alfredo Di Stéfano) è uno stadio di calcio spagnolo situato a Madrid, impianto principale della Ciudad Real Madrid, il centro sportivo delle Merengues situato nel quartiere di Valdebebas. Prende il nome da uno dei più grandi giocatori della storia del calcio, Alfredo Di Stéfano.

## Storia
Fu inaugurato il 10 maggio 2006 con un'amichevole tra i padroni di casa del Real Madrid e lo Stade Reims, riedizione della prima finale di Coppa dei Campioni avvenuta 50 anni prima, e terminata 6-1 per i Blancos con reti di Sergio Ramos, doppietta di Antonio Cassano e Roberto Soldado e infine José Manuel Jurado.
Dalla sua apertura a oggi ha ospitato le partite interne della prima squadra giovanile del Real Madrid, il Castilla, sia in campionato che successivamente nella UEFA Youth League.
Dalla 28ª giornata di Primera División 2019-2020 alla 3ª giornata di Primera Divisione 2021-2022, sfruttando anche il divieto di partecipazione ai tifosi causa COVID-19, ha ospitato le partite interne della prima squadra del Real Madrid, nonché i match della stessa di UEFA Champions League 2020-2021 a causa dei lavori di ristrutturazione eseguiti allo stadio Santiago Bernabéu.

## Struttura
Progettato per continuare a crescere in base alle esigenze del club, al momento ha una capacità di 6 000 spettatori: 4 000 sul lato ovest e 2 000 sul lato est, ma l'obiettivo finale è quello di portare lo stadio alla capacità di 25 000 spettatori, una volta terminata la quarta fase di sviluppo del centro sportivo.
Ha due set televisivi, quattro cabine di telecronaca e dieci postazioni per la radiocronaca, nonché una tribuna stampa da 60 posti: essa poi è collegata direttamente al livello inferiore del campo dove si trovano la sala stampa, la sala fotografi, la zona mista e gli studio televisivi.
Per la disputa delle partite di Liga e Champions League, è stato adeguato con l’installazione di un impianto di illuminazione LED e l’implementazione di tutta la tecnologia per le riprese televisive 4K e la gestione del comparto VAR.
Per i tifosi è presente un parcheggio indipendente, con capacità per più di 10 autobus. Agli ospiti è destinato un 5% dei posti allo stadio (attualmente 300), che può aumentare a seconda della partita e per loro sono presenti servizi igienici e aree di ristorazione separate dai tifosi di casa.
Costruito secondo i moderni criteri ecologici, la produzione di acqua calda è ottenuta mediante pannelli solari fotovoltaici posti sul tetto dell'edificio, l'irrigazione è ottenuta dalla purificazione dell'acqua e la refrigerazione viene effettuata utilizzando vasche di ghiaccio.